# Ponte pedonale

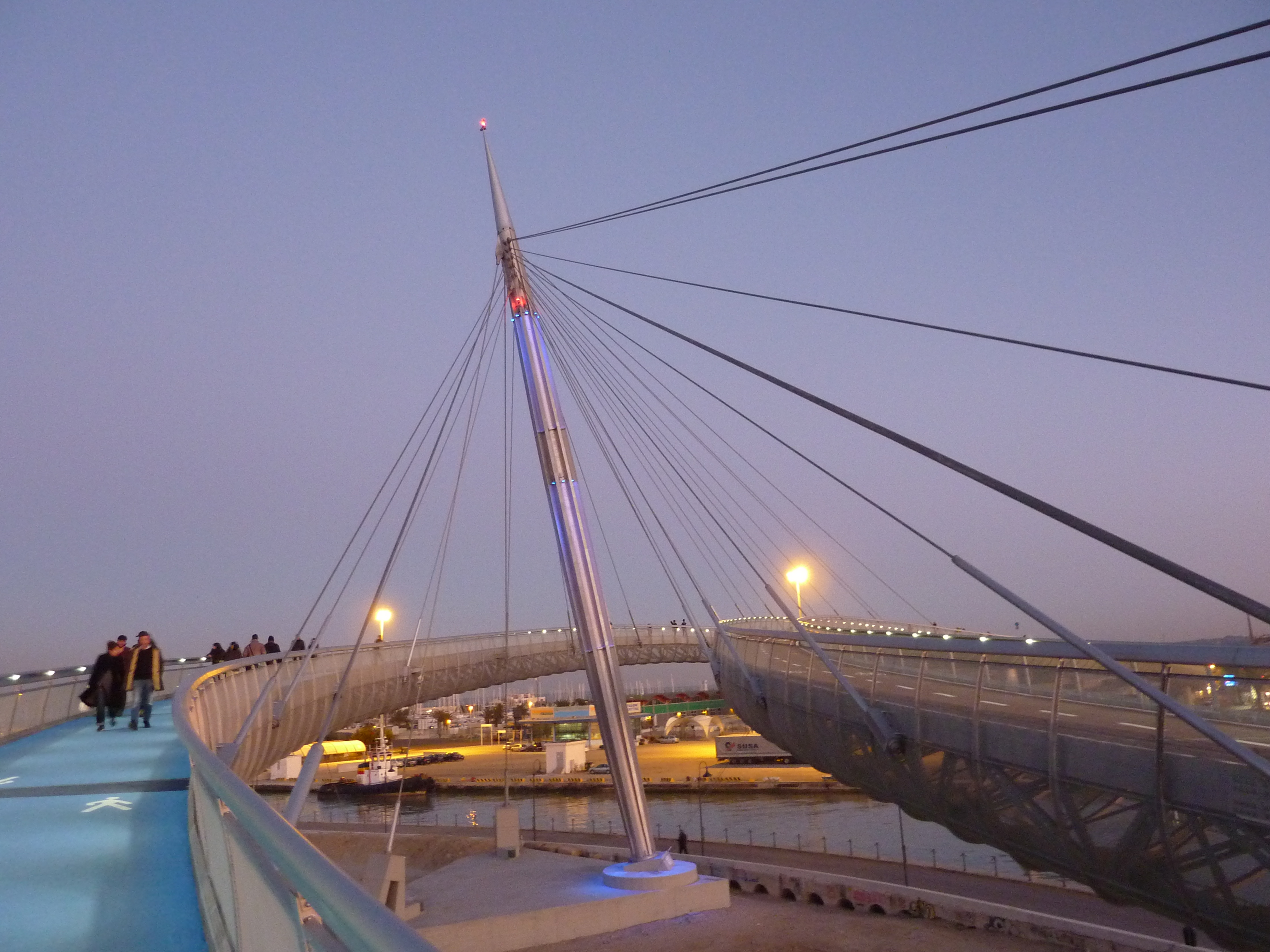
Ponte del mare di Pescara, esempio di ponte pedonale

Un ponte pedonale (detto anche passerella, cavalcavia pedonale o attraversamento pedonale) è un ponte per il transito di pedoni, animali e ciclisti (in quest'ultimo caso viene definito ponte ciclopedonale). Può essere utilizzato in modo decorativo per collegare visivamente due aree distinte. Per le comunità rurali povere nei paesi in via di sviluppo, una passerella può essere l'unico accesso della comunità a cliniche, scuole e mercati, che altrimenti sarebbero irraggiungibili quando i fiumi sono troppo alti per essere attraversati. 

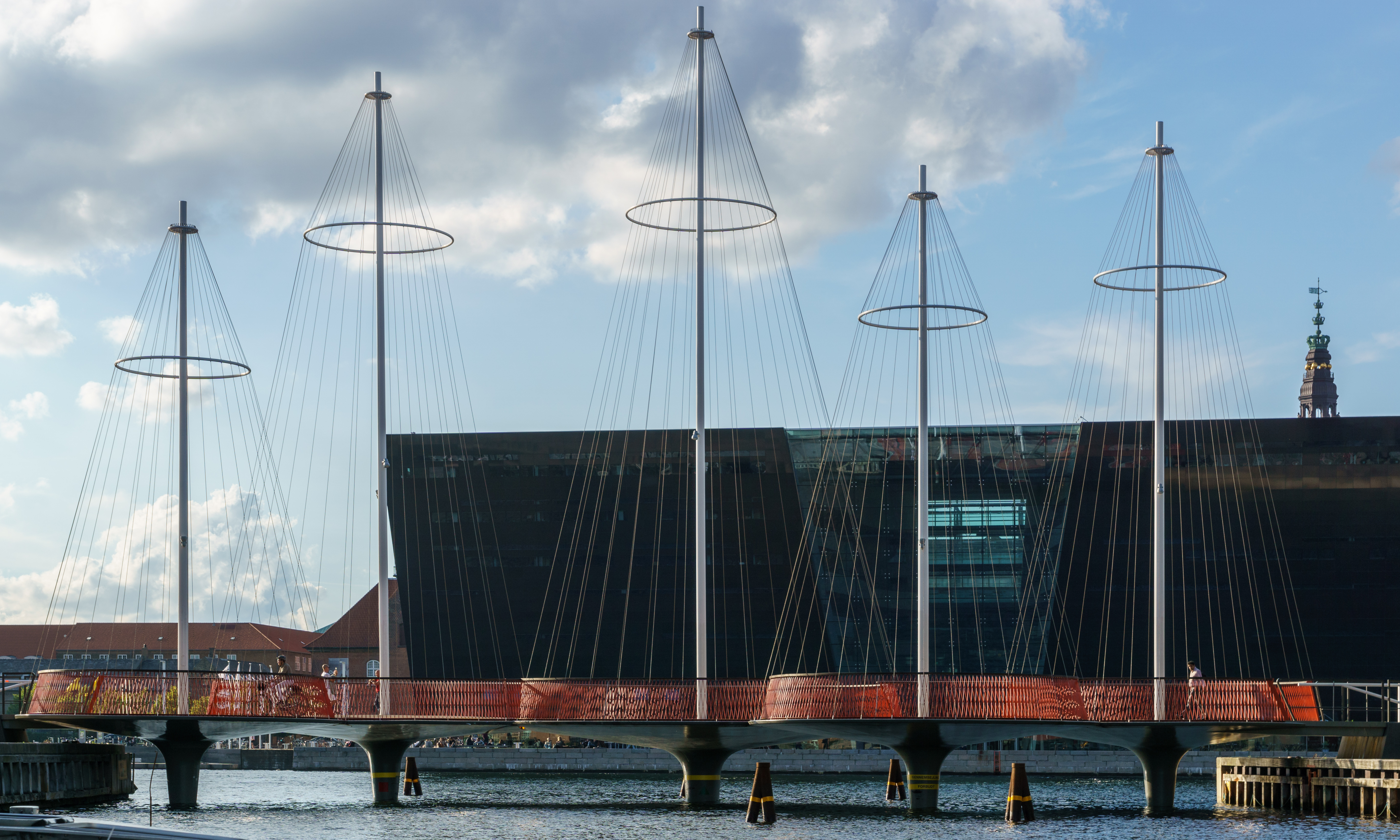
Cirkelbroen, ponte pedonale di Copenaghen

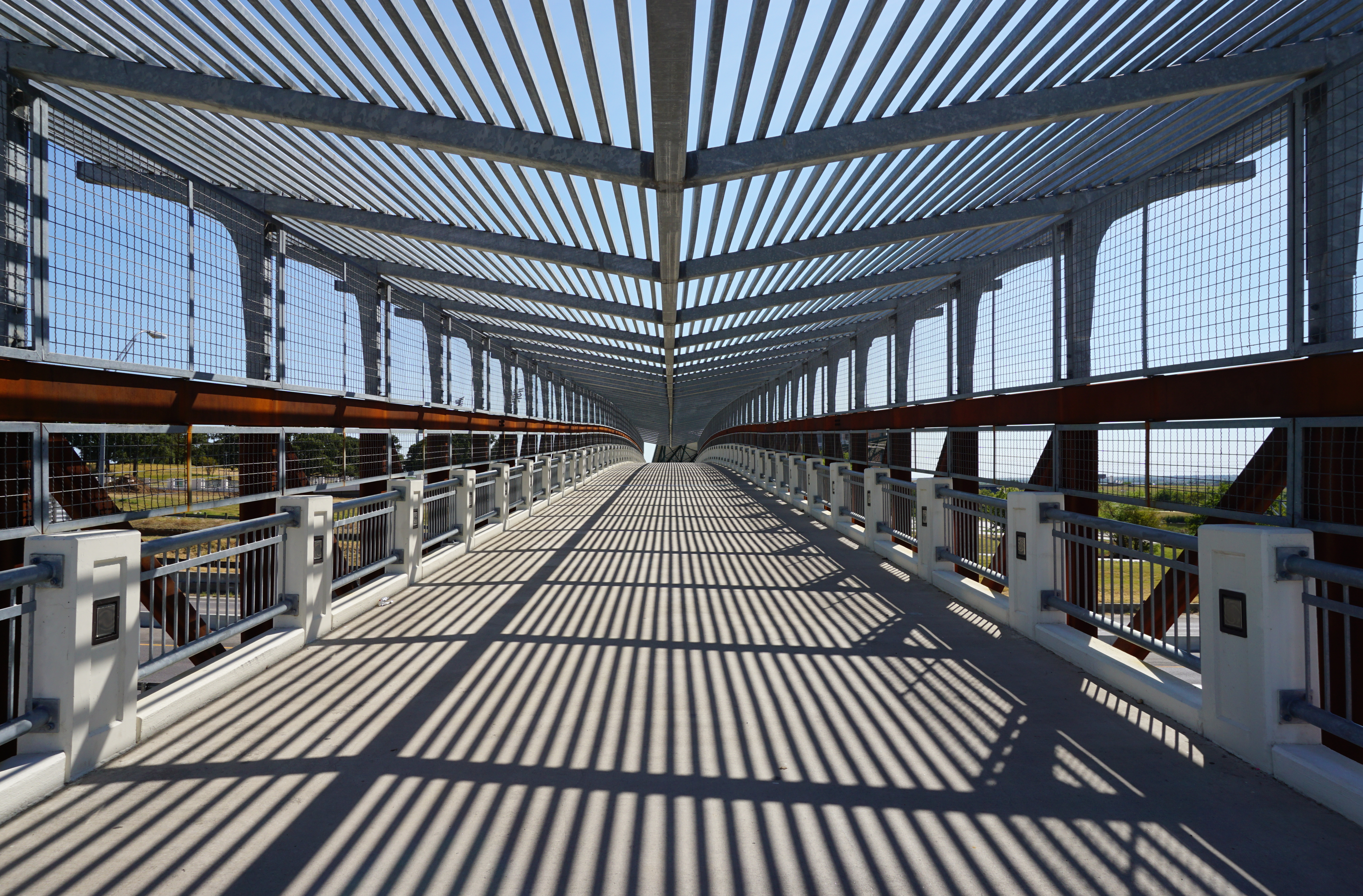
Ponte pedonale dell'University of North Texas

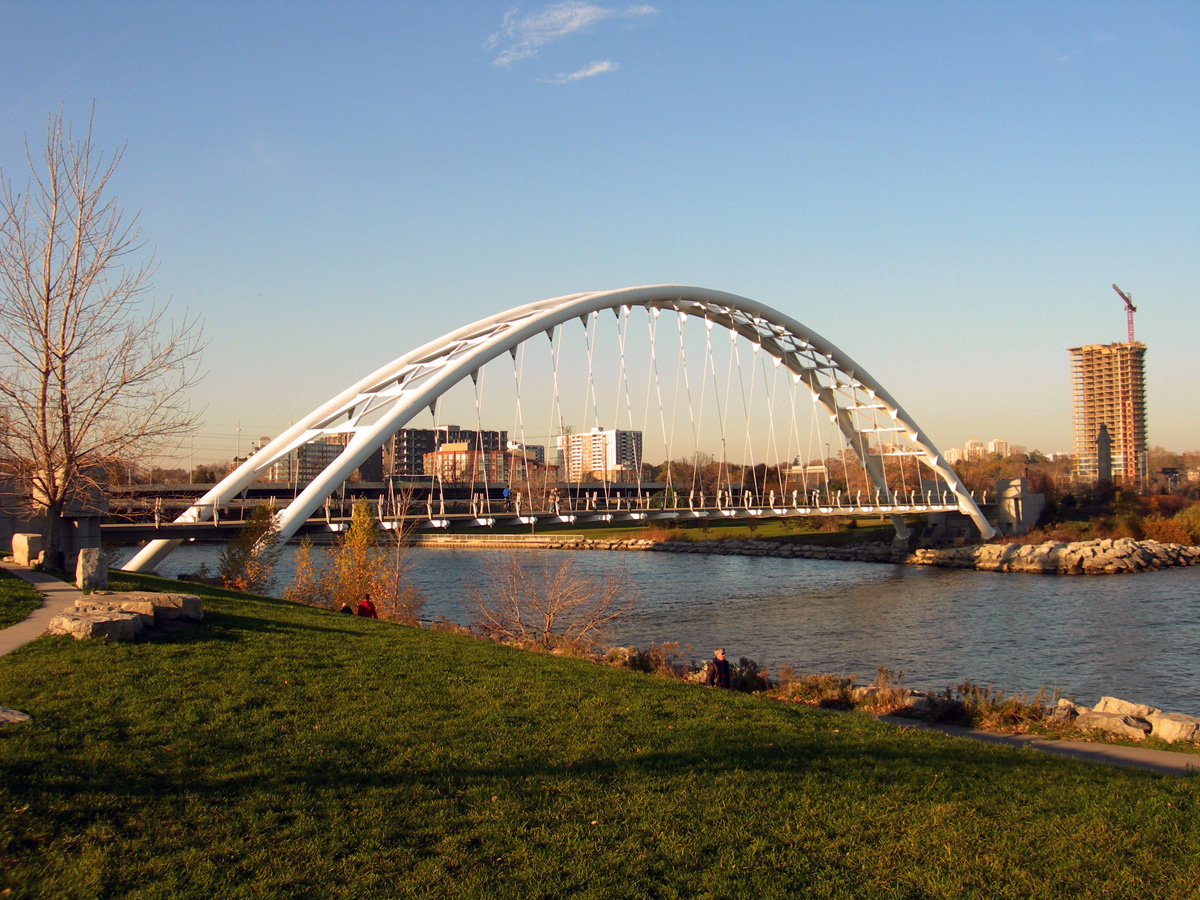
Il ponte ciclabile e pedonale Humber Bay Arch Bridge a Toronto in Canada

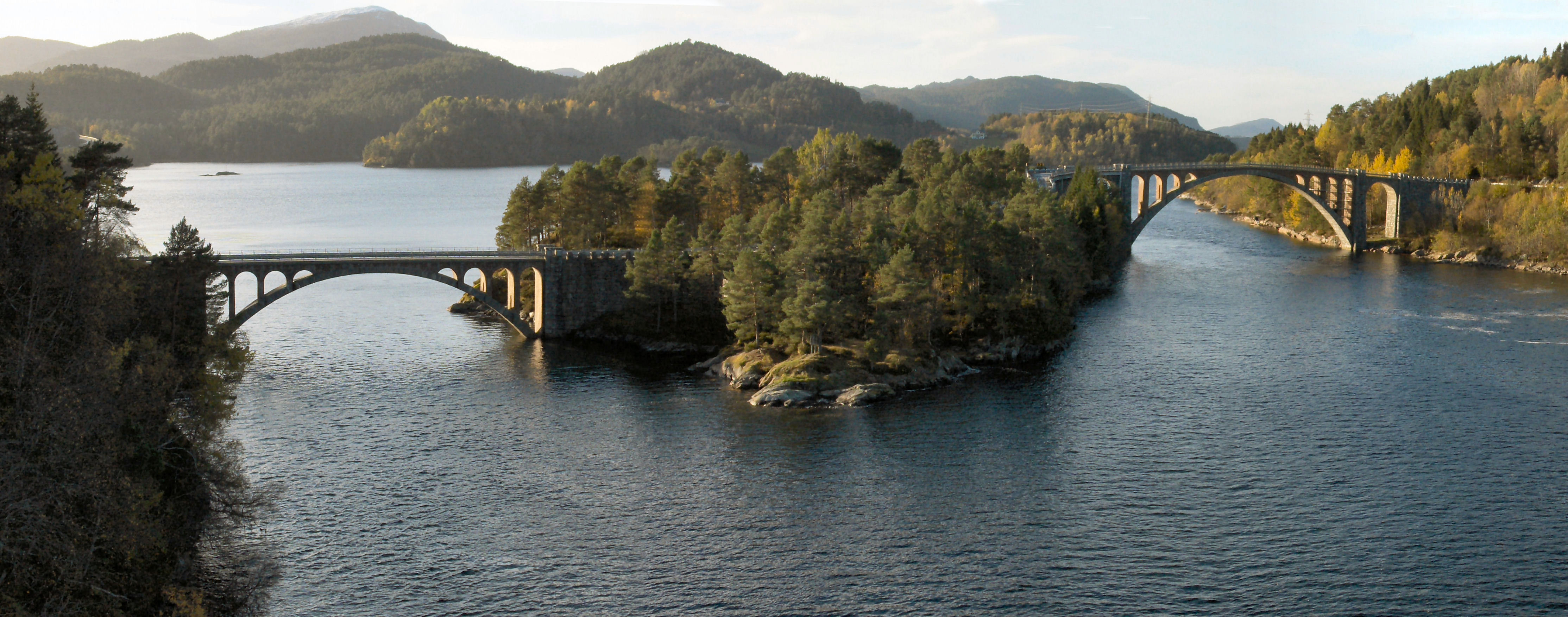
I ponti di Skodje in Norvegia : nati come ponti stradali nel 1919, sono stati destinati ad uso pedonale e ciclabile dopo l'apertura di un ponte più moderno poco distante

Una passerella che unisce due edifici è a volte chiamata skyway. Le passerelle sono spesso situate per consentire ai pedoni di attraversare corsi d'acqua o le linee ferroviarie ma anche per attraversare in sicurezza strade trafficate. Piccole passerelle possono essere utilizzate anche come elemento decorativo nei giardini ornamentali.
I ponti pedonali sono generalmente realizzati con le stesse modalità e materiali dei ponti stradali o ferroviari; in particolare ponti sospesi e ponti a travi. Alcuni ex ponti stradali sono diventati ponti pedonali; esempi nel Regno Unito includono The Iron Bridge a Ironbridge, Shropshire, il Ponte Vecchio a Pontypridd e Windsor Bridge a Windsor, nel Berkshire.
La maggior parte dei ponti pedonali sono dotati di parapetti di protezione per ridurre il rischio di caduta dei pedoni. Qualora questi ponti pedonali transitano sopra strade trafficate o ferrovie, possono anche essere dotati di una barriera per impedire ai pedoni di saltare o lanciare oggetti nel traffico sottostante.
Un ponte per essere idoneo e ben costruito tale da definirsi “ponte pedonale” richiede una serie di valutazioni, in particolare per quello che concerne la fruibilità pedonale.

## Storia antica
Il tipo più semplice di ponte sono le pietre miliari (insiemi di pietre disposte a formare un semplice ponte o una strada rialzata che consente a un pedone di attraversare un corso d'acqua naturale, come un fiume), le quali potrebbero essere state uno dei primi tipi di passerella. Le persone del neolitico costruirono anche una forma di passerella attraverso le paludi, di cui Sweet Track e Post Track sono esempi in Inghilterra, che hanno circa 6000 anni. Indubbiamente anche i popoli antichi usarono ponti fatti di tronchi, ossia un tipo di ponte in legno che si forma naturalmente o viene intenzionalmente abbattuto o posizionato attraverso ruscelli. Alcuni dei primi ponti artificiali con strutture significative erano probabilmente alberi abbattuti intenzionalmente.
Tra i ponti in legno più antichi c'è l'Holzbrücke Rapperswil-Hurden che attraversa il lago di Zurigo in Svizzera; i cumuli preistorici di legname scoperti a ovest del Seedamm risalgono al 1523 a.C. La prima passerella in legno attraversava il lago di Zurigo, seguita da diverse ricostruzioni almeno fino alla fine del II secolo d.C., quando l'Impero Romano costruì una passerella larga 6 metri (20 piedi) ponte di legno. Tra il 1358 e il 1360 Rodolfo IV, duca d'Austria, costruì un "nuovo" ponte di legno sul lago che è stato utilizzato fino al 1878, misurando circa 1.450 metri (4.760 piedi) di lunghezza e 4 metri (13 piedi) di larghezza. Il 6 aprile 2001 è stata aperta la ricostruita passerella, il ponte in legno più lungo della Svizzera.
Un ponticello di pietre è un'antica forma di ponte che si trova nelle brughiere del Devon (Dartmoor ed Exmoor) e in altre zone montuose del Regno Unito tra cui Snowdonia e Anglesey, Cumbria, Yorkshire e Lancashire. È formato da grandi lastre piatte di pietra, spesso granito o scisto, sostenute su pilastri in pietra (attraverso fiumi), o poggianti sulle sponde di torrenti. Sebbene spesso attribuite all'origine preistorica, la maggior parte furono erette in epoca medievale e alcune nei secoli successivi. Un famoso esempio si trova nel villaggio di Postbridge. Registrato per la prima volta nel XIV secolo, si ritiene che il ponte sia stato originariamente costruito nel XIII secolo per consentire ai cavalli da soma di attraversare il fiume. Al giorno d'oggi i ponticelli di pietre sono usati solo come passerelle.
Il Kapellbrücke è una passerella lunga 204 metri (669 piedi) che attraversa il fiume Reuss nella città di Lucerna in Svizzera. È il ponte coperto in legno più antico d'Europa e una delle principali attrazioni turistiche della Svizzera. Il ponte fu originariamente costruito nel 1365 come parte delle fortificazioni di Lucerna.
Uno dei primi esempi di skyway (un tipo di passerella sopraelevata che collega due o più edifici in un'area urbana o punti elevati all'interno di zone ricreative montuose) è il Corridoio Vasariano, un passaggio sopraelevato e chiuso a Firenze, in Italia, che collega Palazzo Vecchio con Palazzo Pitti. Partendo dal lato sud di Palazzo Vecchio, si unisce poi alla Galleria degli Uffizi ed esce sul lato sud, attraversando il Lungarno degli Archibusieri e poi seguendo la sponda nord dell'Arno fino ad attraversare il fiume presso Ponte Vecchio. Fu edificato in cinque mesi per ordine del duca Cosimo I de' Medici nel 1565, su progetto di Giorgio Vasari.
Bank Bridge è un famoso ponte pedonale lungo 25 metri che attraversa il canale Griboedov a San Pietroburgo, Russia. Come altri ponti sul canale, la struttura esistente risale al 1826. La particolare popolarità del ponte è stata ottenuta grazie alle sculture angolari di quattro leoni alati che coronano i monconi. Furono progettati dallo scultore Pavel Sokolov (1764-1835), che contribuì anche con i leoni per Bridge of Lions.
The Floating Piers è stata un'installazione di land art degli artisti Christo e Jeanne-Claude. Consisteva in una rete di ponti pedonali galleggianti aperti al pubblico, messi in opera sul lago d'Iseo, tra Sulzano, Montisola e l'isola di San Paolo installata tra il 18 giugno e il 3 luglio 2016.

## Progettazione
La progettazione delle passerelle segue normalmente gli stessi principi degli altri ponti. Tuttavia, poiché normalmente sono significativamente più leggeri dei ponti veicolari, sono più vulnerabili alle vibrazioni e quindi agli effetti dinamici viene spesso prestata maggiore attenzione nella progettazione. L'attenzione internazionale è stata attirata su questo problema negli ultimi anni dai problemi sul Pont de Solférino a Parigi e sul Millennium Bridge a Londra.
Per garantire che le passerelle siano accessibili ai disabili e in generale persone con difficoltà motorie, al giorno d'oggi viene prestata un'attenta considerazione anche alla fornitura di ascensori o rampe di accesso, come richiesto dalla legislazione pertinente (ad es. Disability Discrimination Act 1995 nel Regno Unito). Alcuni vecchi ponti di Venezia sono dotati di un montascale in modo che i residenti con disabilità possano attraversarli.

## Tipi
I tipi di passerelle includono:
- Ponte a trave
- Ponticello di pietre
- Duckboard (un tipo di passerella posizionata su un terreno fangoso e umido[24])
- Strade storiche, ossia percorsi che hanno importanza storica grazie al loro utilizzo in un periodo di tempo[25][26]
- Plank road (una strada composta da assi e tronchi di legno)
- Strada di tronchi (costruita con un letto di sabbia o di pietrame e coperta con dei tronchi posizionati in maniera perpendicolare al senso di marcia)
- Ponte lunare (ponte pedonale ad arco molto arrotondato, nato in Cina e successivamente introdotto in Giappone[27][28][29])
- Ponte tibetano
- Travatura reticolare
- Pietre miliari (insiemi di pietre disposte a formare un semplice ponte o una strada rialzata che consente a un pedone di attraversare un corso d'acqua naturale come un fiume o un gioco d'acqua in un giardino[30])
- Ponte a zig zag (un ponte pedonale composto da brevi segmenti, ciascuno disposto ad angolo e di solito con una svolta alternata a destra e a sinistra richiesta quando si attraversa il ponte[31])

Le passerelle su scala residenziale si estendono tutte su una breve distanza e possono essere utilizzate per un'ampia gamma di applicazioni. Non è necessaria un'ingegneria complicata e le passerelle sono costruite con materiali e strumenti di base prontamente disponibili.
Diversi tipi di passerelle di design includono:
- Passerelle in legno
- Passerelle in acciaio
- Passerelle in cemento

Le passerelle possono anche essere costruite allo stesso modo dei ponti stradali o ferroviari; in particolare ponti sospesi e ponti a trave. Alcuni ex ponti stradali hanno avuto il traffico deviato verso incroci alternativi e sono diventati ponti pedonali; esempi nel Regno Unito includono l'Iron Bridge a Ironbridge (Shropshire), Old Bridge a Pontypridd e Windsor Bridge a Windsor (Berkshire).
La maggior parte delle passerelle è dotata di ringhiere per ridurre il rischio di caduta dei pedoni. Laddove passano su strade o ferrovie trafficate, possono anche includere una recinzione o un'altra barriera simile per impedire ai pedoni di saltare o lanciare oggetti sul traffico sottostante.

### Ferrovie
In origine era consuetudine per i passeggeri passare da una piattaforma ferroviaria all'altra scavalcando i binari, ma dalla metà del XIX secolo in poi la sicurezza ha richiesto la fornitura di una passerella (o sottopassaggio) nei luoghi più trafficati. Tuttavia, in alcune zone più tranquille, è possibile attraversare la linea camminando sui binari.

### Catwalk
Passerelle strette per consentire ai lavoratori l'accesso a parti di una struttura altrimenti difficili da raggiungere sono indicate come catwalk o cat walk. Tali passerelle si trovano sopra un palcoscenico in un teatro, tra le parti di un edificio, lungo il lato di un ponte, all'interno di una galleria, all'esterno di qualsiasi grande serbatoio di stoccaggio in una raffineria o altrove, ecc. La passerella all'esterno (in alto) di un vagone ferroviario, prima che entrassero in uso i freni ad aria compressa, o in cima ad alcuni vagoni a tramoggia coperti, è anche chiamata catwalk. Ad eccezione di quelle sopra i vagoni ferroviari, le passerelle sono dotate di ringhiere o corrimano.

## Nei paesi in via di sviluppo
Dall'inizio degli anni '80, diversi enti di beneficenza hanno sviluppato progetti di passerelle standardizzati che sono sostenibili per l'uso nei paesi in via di sviluppo. Il primo ente di beneficenza a sviluppare tali progetti è stato Helvetas, con sede a Zurigo, in Svizzera. I progetti che possono essere utilizzati in modo sostenibile ed efficiente nei paesi in via di sviluppo sono generalmente messi a disposizione del pubblico gratuitamente.

## Passerelle lunghe
Il record per la passerella più lunga del mondo è stato rivendicato dall'allora governatore dello Stato di New York David Paterson in un articolo del Poughkeepsie Journal del 3 ottobre 2009 sul percorso di Poughkeepsie Bridge attraverso il fiume Hudson a Poughkeepsie, New York. Il 22 luglio 2017, la Champlain Bridge Ice Structure (in francese: l'Estacade Champlain), un ponte costruito per biciclette e pedoni solo per essere parallelo al ponte Champlain da Brossard, a ovest del Quebec, all'isola di Nun's (Île des Sœurs) e l'isola di Montreal, è stata misurata da un dispositivo calibrato come lunga 7.512 piedi o 1,4227 miglia o 2,292 km, che inizia e finisce dove la pedana si alza dal suolo e un pedone potrebbe accedere al ponte il più vicino possibile al fiume San Lorenzo.
Sky Bridge 721, il ponte pedonale sospeso più lungo, che attraversa la montagna Králický Sněžník nella Repubblica Ceca, è stato inaugurato nel maggio 2022. Il ponte di 721 metri (2.365 piedi) è sospeso a 95 metri (312 piedi) dal suolo.
In Portogallo, ad Arouca, un ponte pedonale inaugurato nel 2021 è sospeso a un'altezza di 150 metri circa.
Lo United Wholesale Mortgage Pedestrian Bridge a Pontiac, nel Michigan, è il ponte pedonale recintato più lungo, completato il 1 ottobre 2021. Il ponte di 305 metri faceva parte di un progetto da 250 milioni di dollari per gli uffici di UWM, che ha convertito un ex magazzino e utilizzato container di spedizione per uffici, corridoi e altri spazi.
La passerella sul percorso dell'Hudson è stata originariamente costruita per i treni, poi restaurata come passerella pedonale. Essa ha una lunghezza totale di 2.063 metri (6.768 piedi). Prima di essere demolito nel 2011, il ponte Hornibrook che attraversava Bramble Bay nel Queensland, in Australia, era più lungo del ponte Poughkeepsie a 2,684 km (1,668 mi).

## Galleria d'immagini

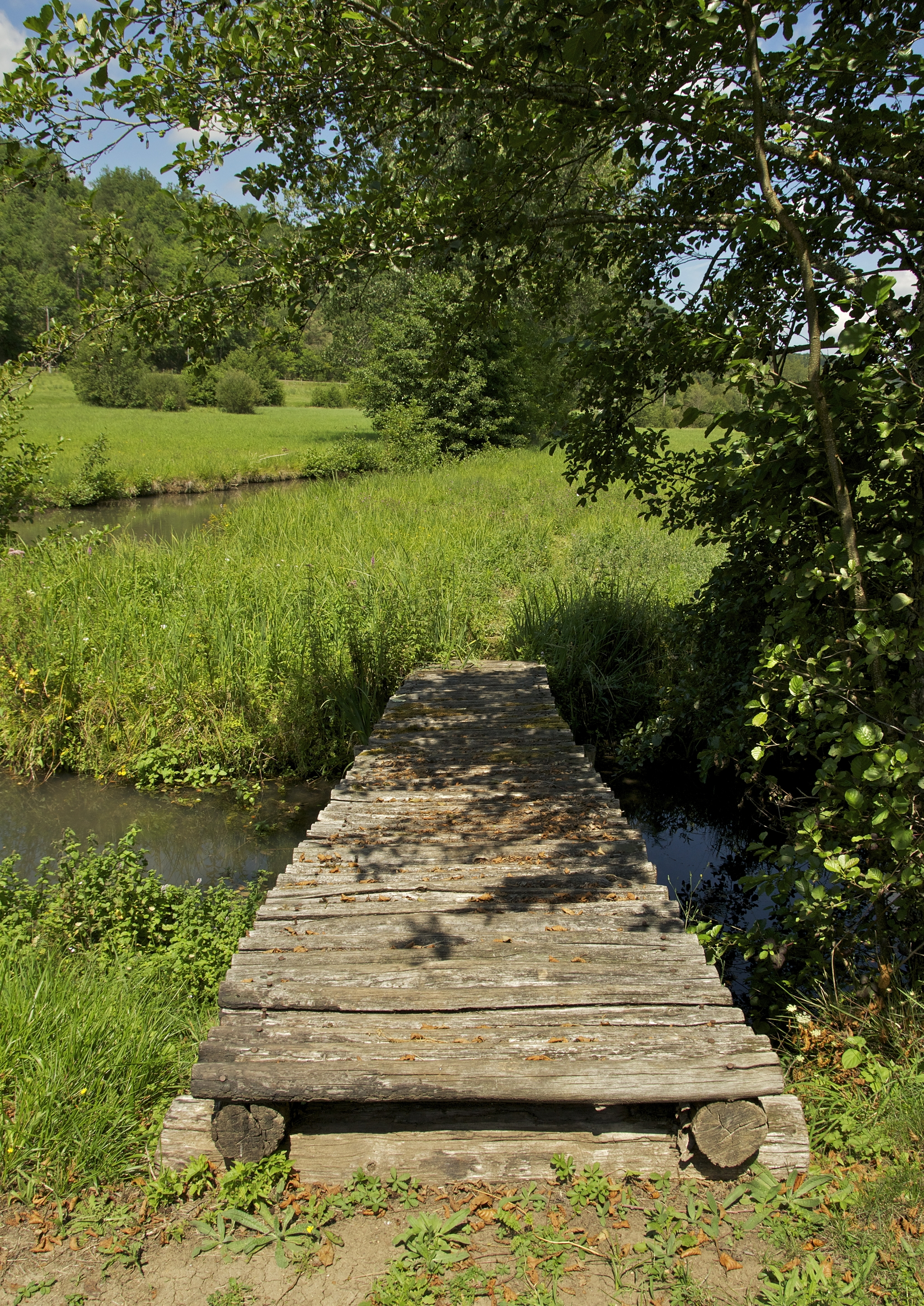
Una passerella pedonale che utilizza travi su un ruscello in Dordogna, Francia
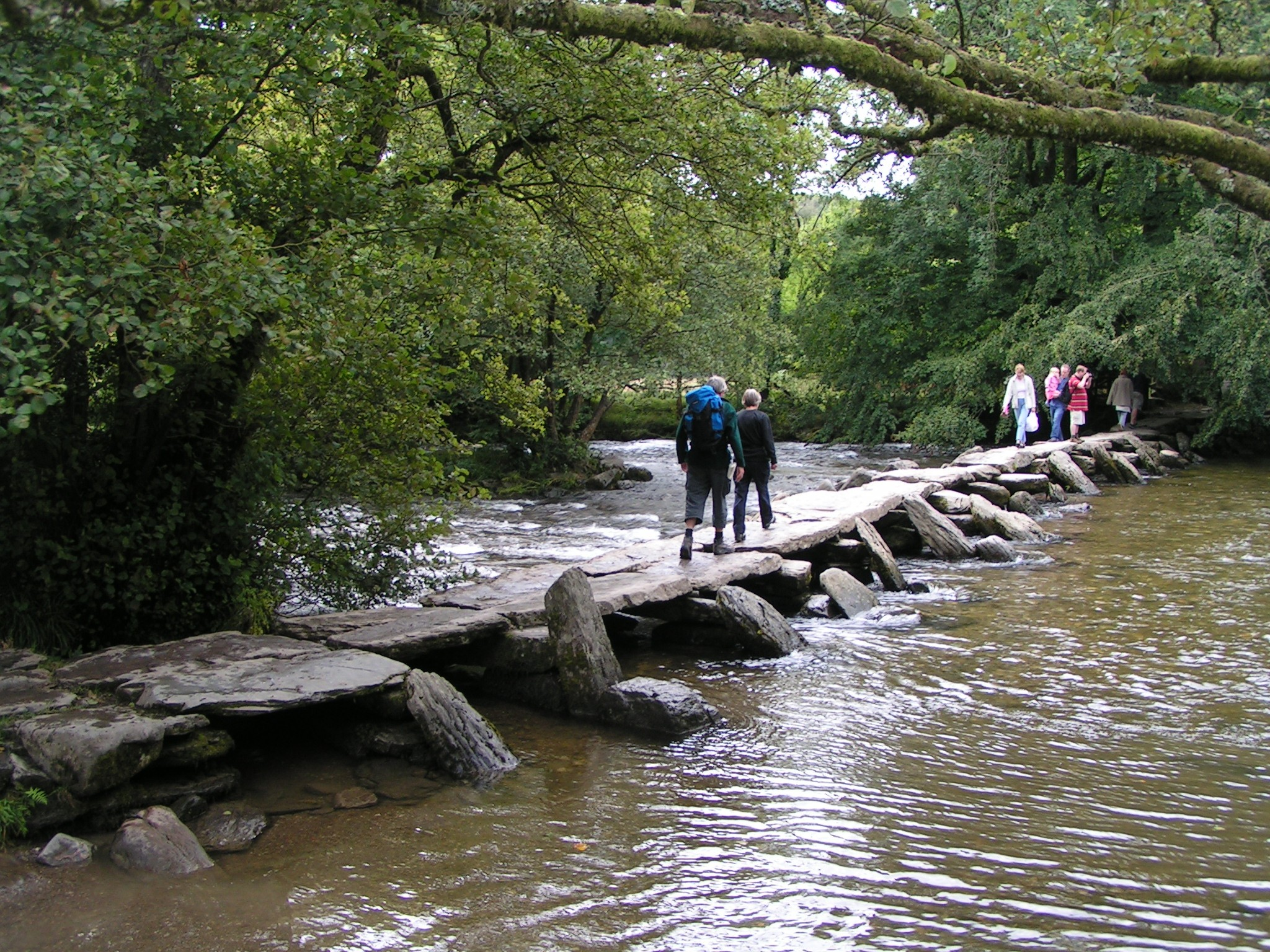
Ponticello di pietre - Exmoor, Somerset, Inghilterra
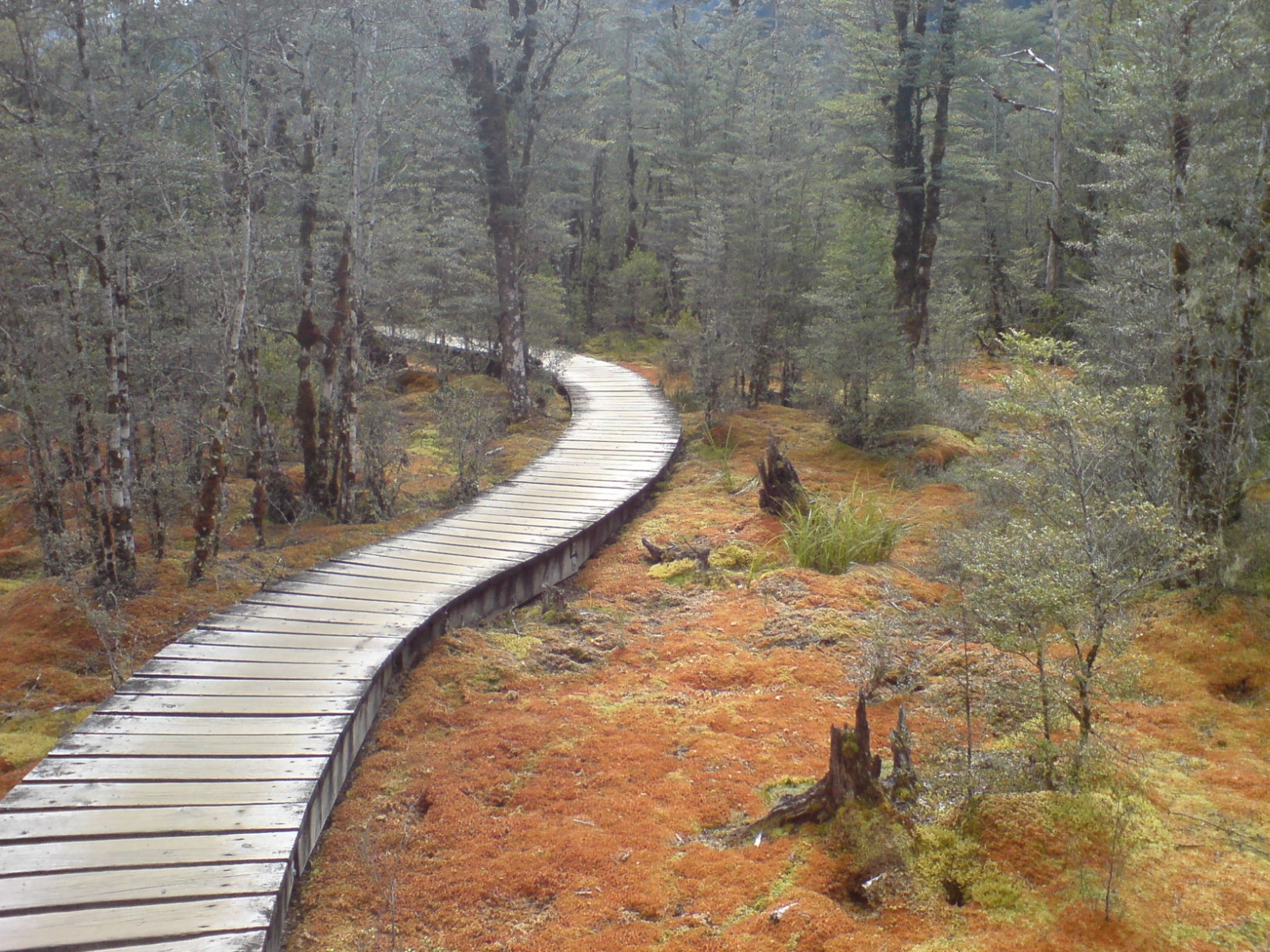
Duckboard che trasporta escursionisti sulle zone umide sul Milford Track, Nuova Zelanda
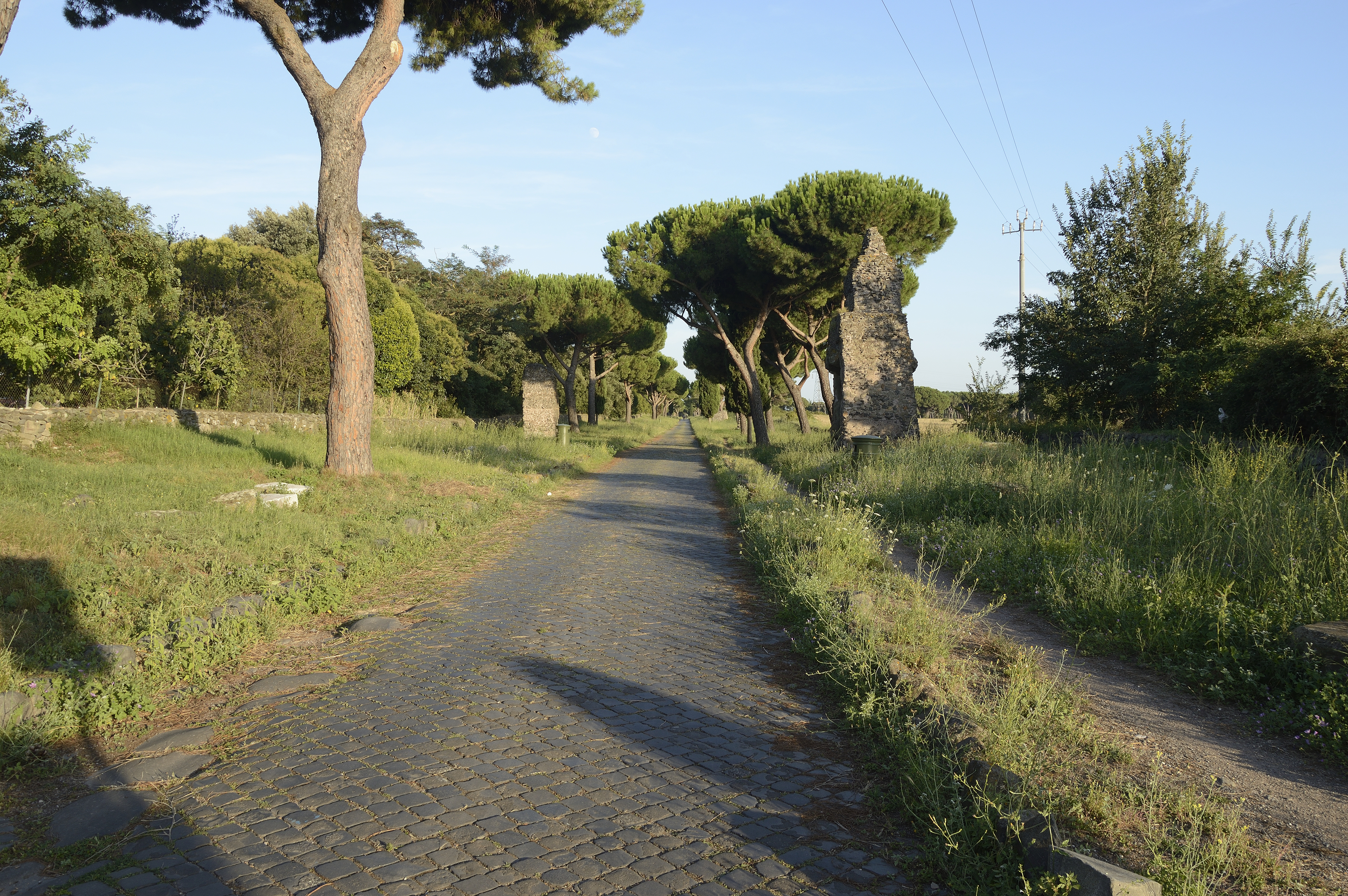
Strada storica, Via Appia, Roma
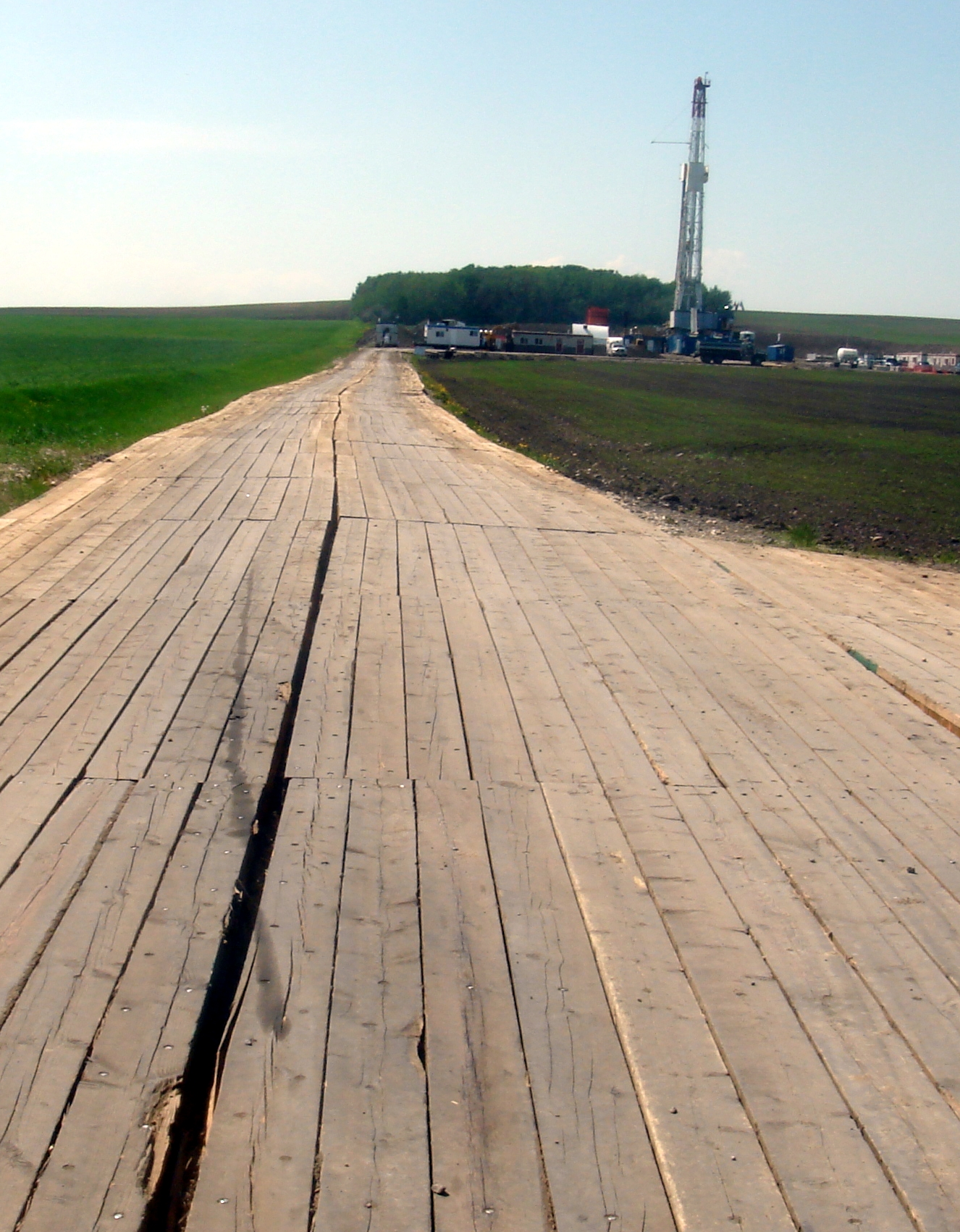
Una passerella di assi di legno (Plank road) nella Columbia Britannica, utilizzata per l'accesso temporaneo su terreno soffice
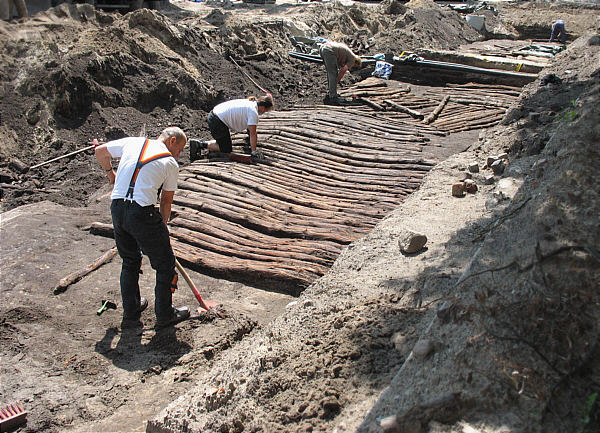
Scavo di una strada di tronchi del XVI secolo a Oranienburg, Germania
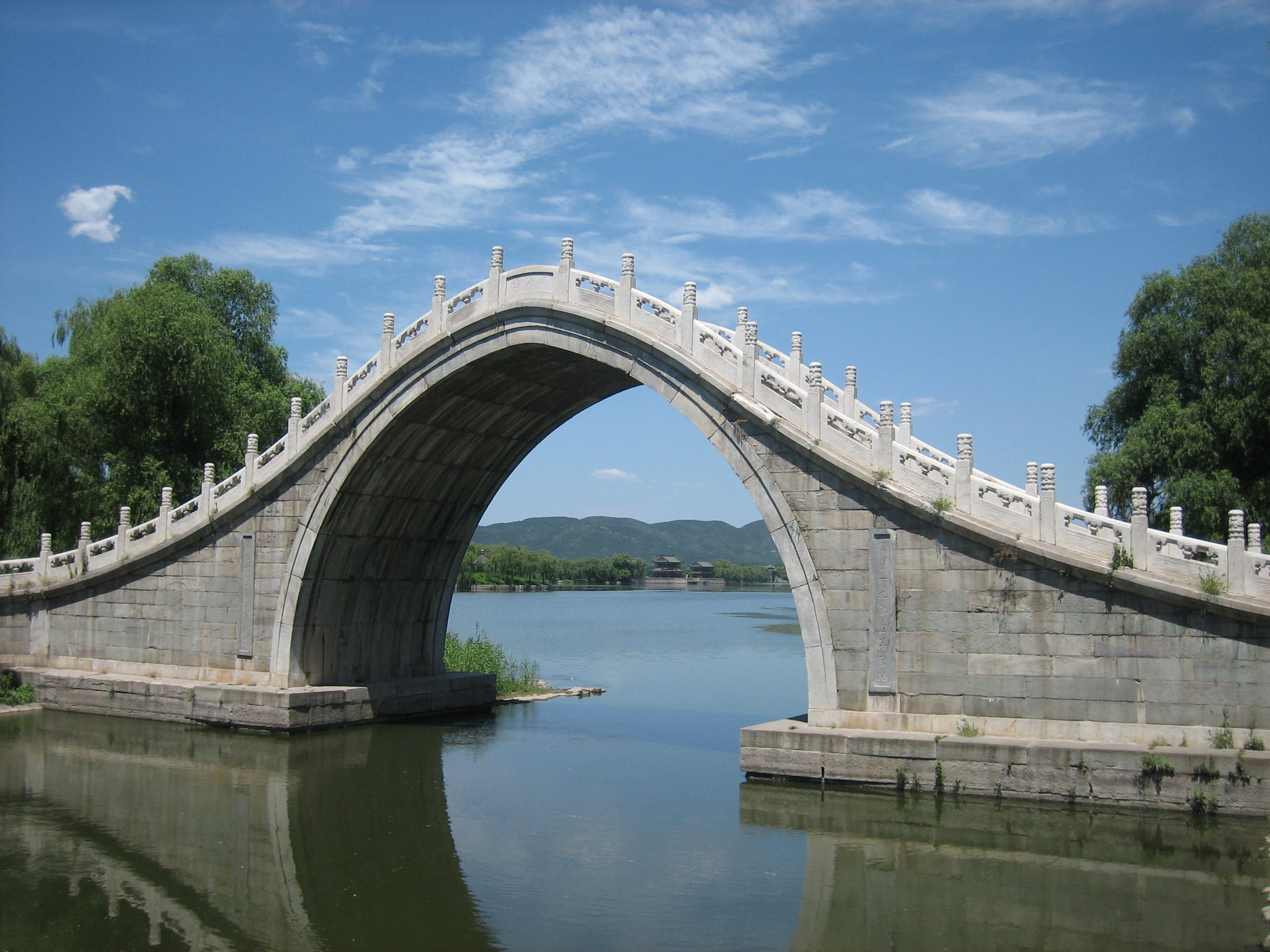
Esempio di ponte lunare: Jade Belt Bridge al Palazzo d'Estate, Pechino
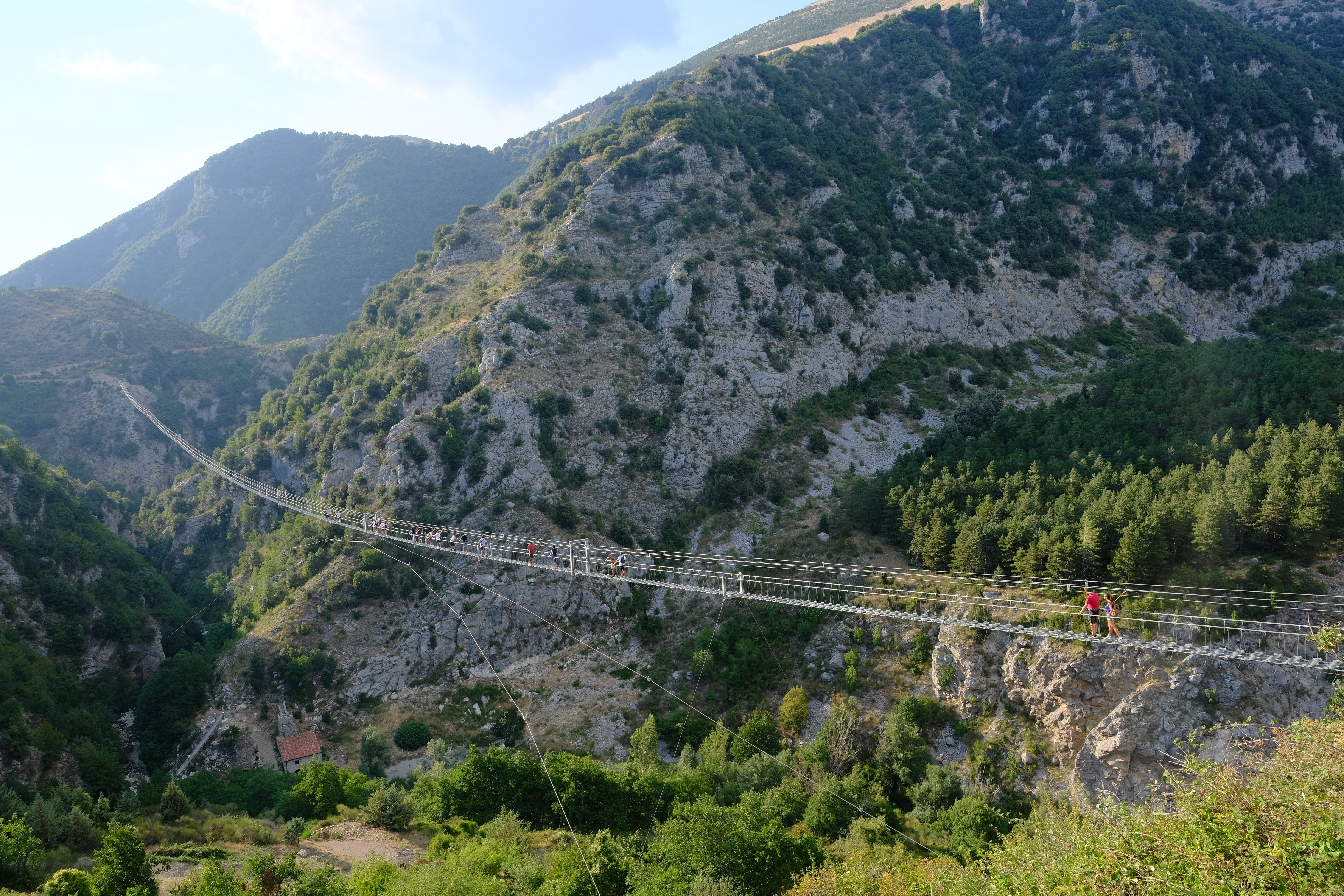
Ponte tibetano di Castelsaraceno, Basilicata
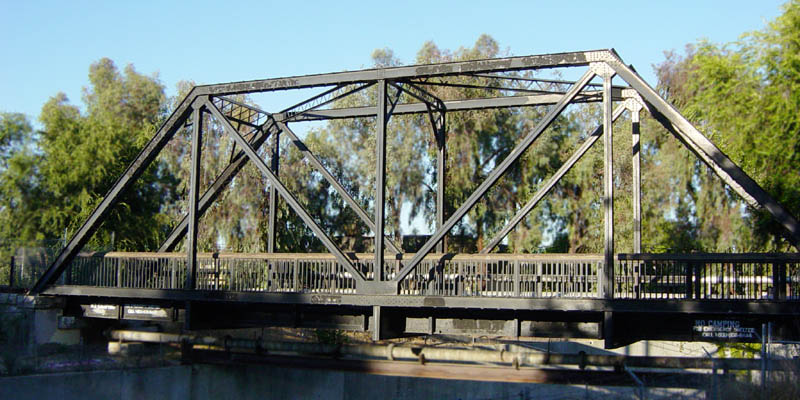
Ponte ferroviario realizzato con una struttura reticolare
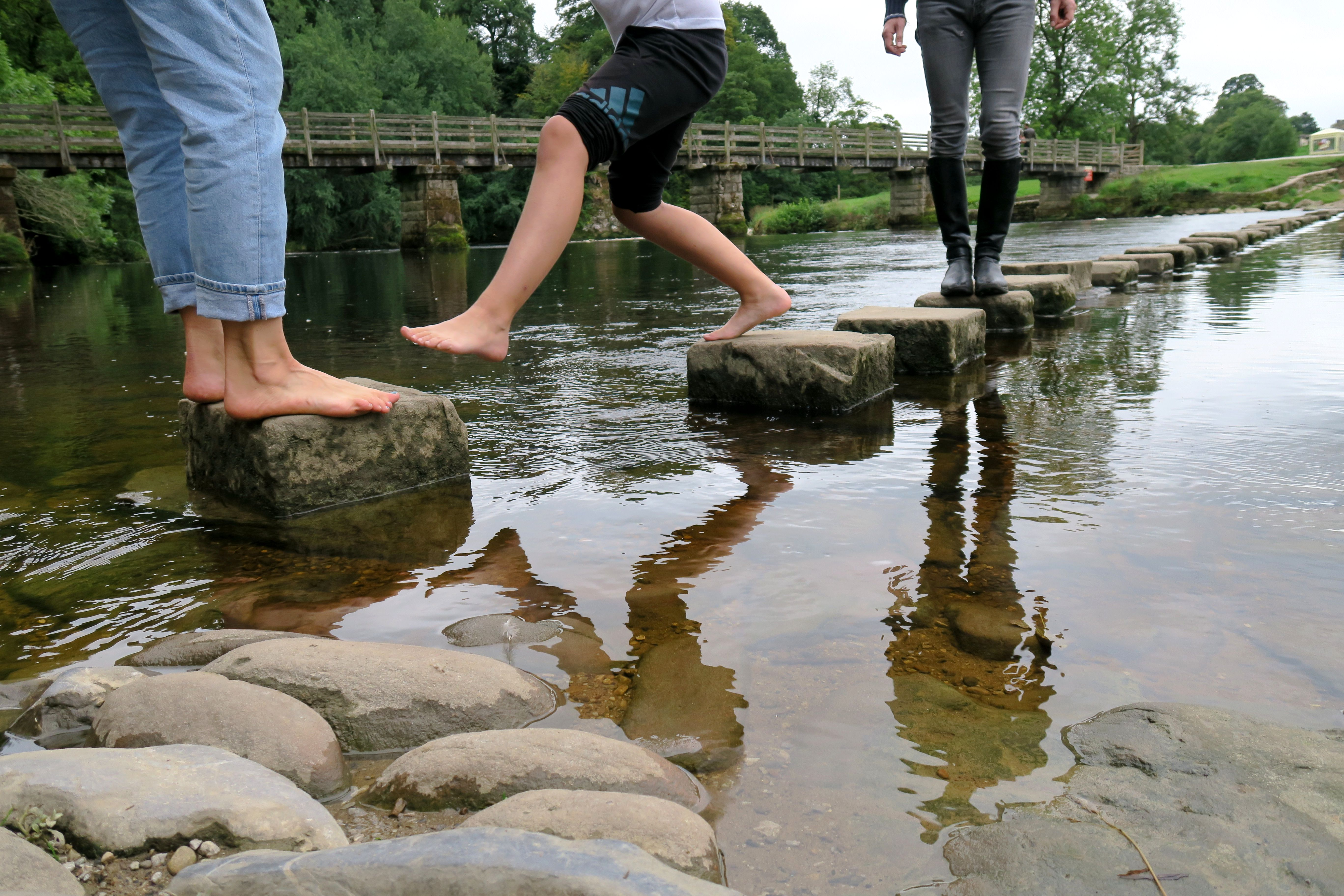
Pietre miliari nell'Abbazia di Bolton che permettono ai pedoni di passare
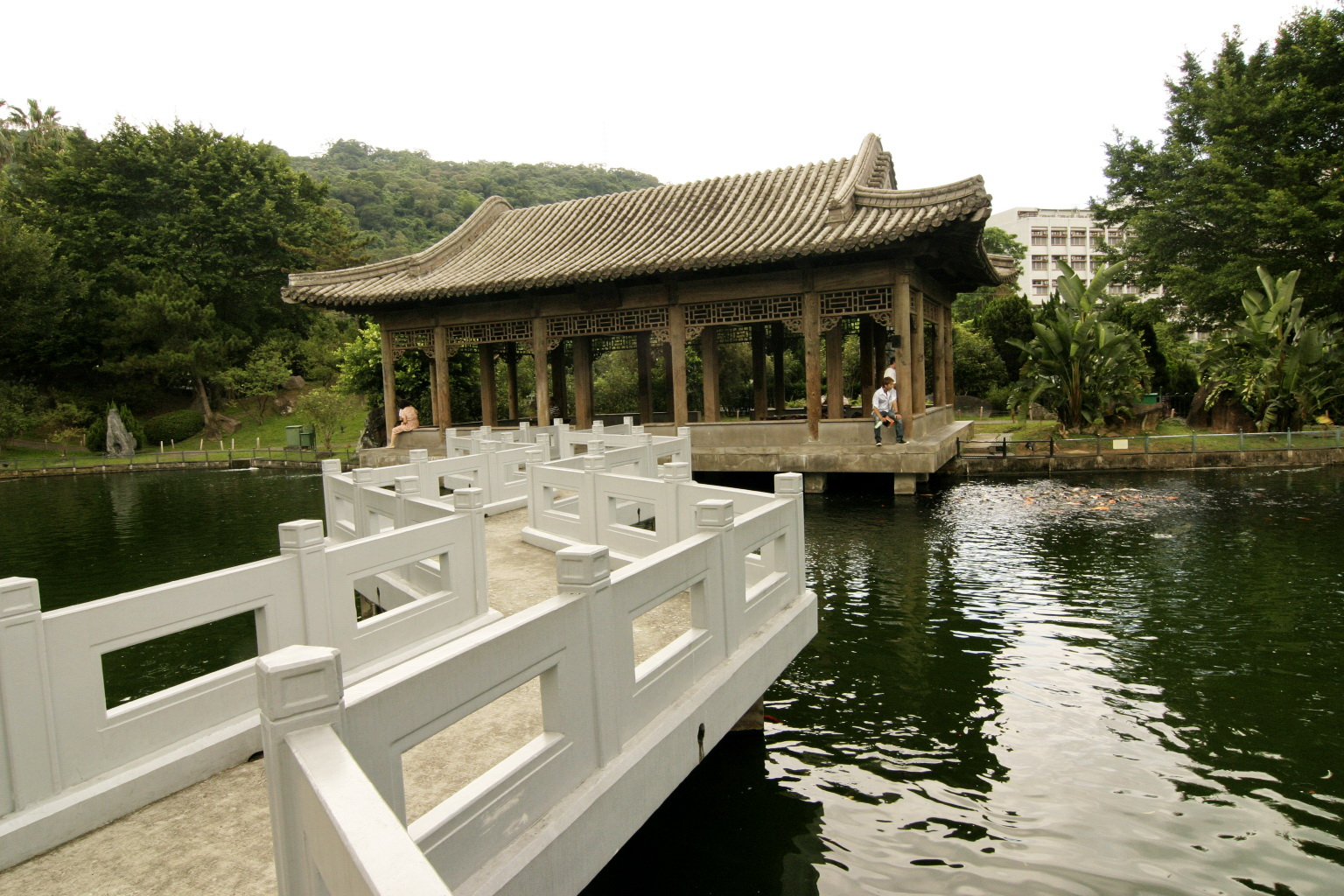
Ponte a zig zag al National Palace Museum di Taipei
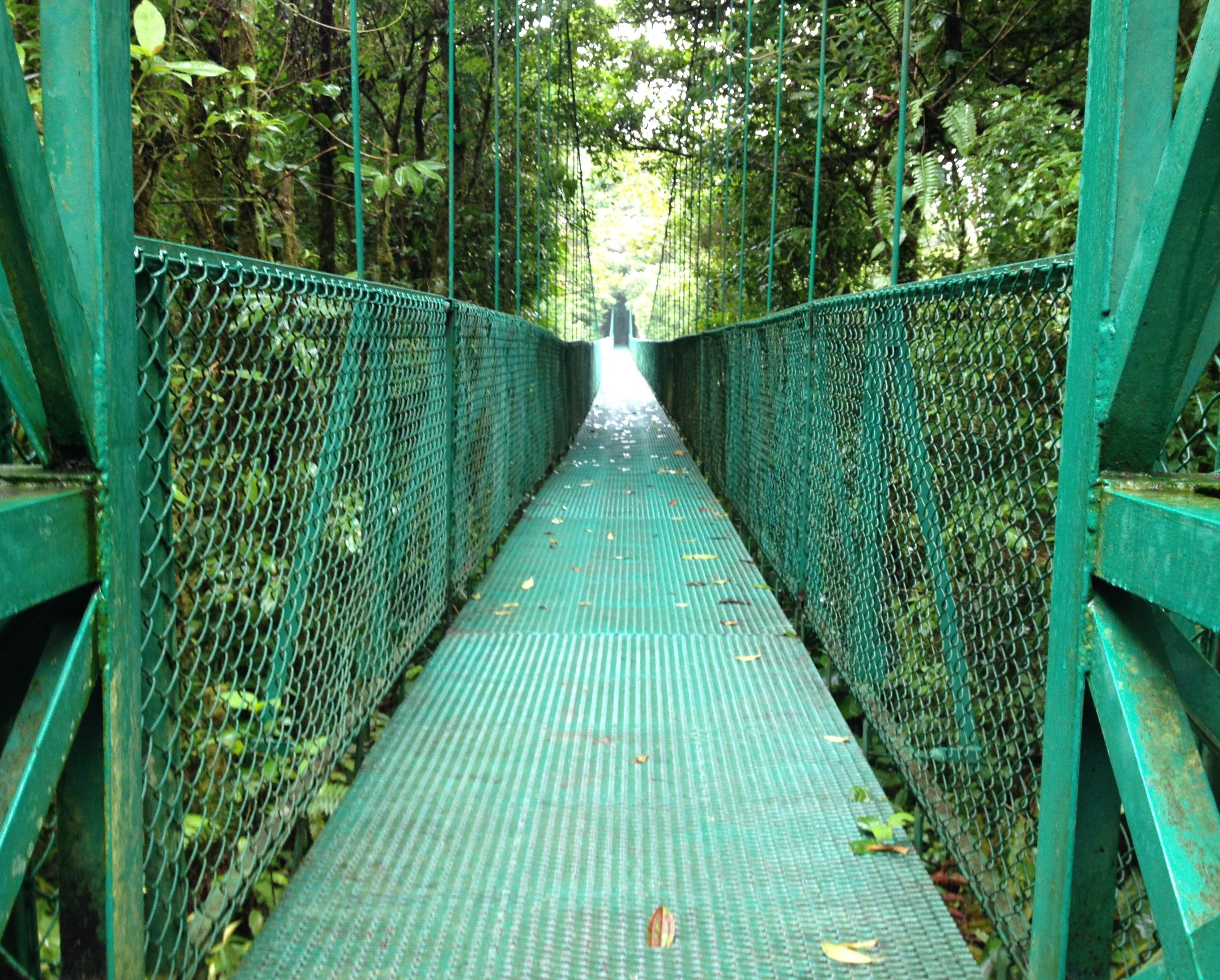
Passerella sospesa attraverso la foresta pluviale all'interno del Selvatura Park a Monteverde, Puntarenas, Costa Rica.